# Jedinstvena Zagrebačka ŽNL 2007./08.
Ovaj članak je podtema članka: 5. rang HNL-a 2007./08.

Liga se igrala dvokružno. Prvak je bila Sloga Blaškovec.
| Sudionici: - Bregana - BSK Brdovec - Dinamo Hidrel Novo Čiče - Jamnica Pisarovina - Jaska Jastrebarsko - Jelačić Vukovina - Klas Mičevec - Klokočevac (Samoborski Klokočevac) - Lomnica (Donja Lomnica) - Naftaš Ivanić-Grad - Rugvica - Savski Marof - Sloga Blaškovec - Sloga Novoselec-Križ - Top Kerestinec - Vatrogasac Kobilić - Zaprešić - Zrinski Tehnovent Farkaševec Samoborski | Ljestvica do 32. kola (dva kola do kraja) mj. klub ut pob ner por gol+:gol- bod bod- 1. Sloga Blaškovec 32 25 5 2 139: 37 80 2. Jelačić Vukovina 32 19 2 11 65: 41 59 3. Dinamo Hidrel Novo Čiče 32 17 7 8 72: 39 58 4. Rugvica 32 17 5 10 75: 52 56 5. Jamnica Pisarovina 32 16 6 10 65: 45 54 6. Zrinski Tehnovent Farkaševec 32 16 3 13 72: 56 51 7. Sloga Novoselec-Križ 32 16 3 13 59: 49 51 8. Top Kerestinec 32 15 5 12 59: 59 50 9. BSK Brdovec 32 15 3 14 54: 54 48 10. Jaska Jastrebarsko 32 13 8 11 53: 56 47 11. Naftaš Ivanić-Grad 32 14 5 13 44: 48 47 12. Klokočevac (Samoborski Klokočevac) 32 14 4 14 56: 51 46 13. Savski Marof 32 12 4 16 51: 65 40 14. Vatrogasac Kobilić 32 11 7 14 54: 69 40 15. Klas Mičevec 32 8 9 15 39: 63 32 -1 16. Lomnica (Donja Lomnica) 32 7 3 22 36: 90 24 17. Bregana 32 5 5 22 35: 84 20 18. Zaprešić 32 4 4 24 34:104 15 -1 |